# CineAction
CineAction (раніше назва писалася як CineACTION!) — журнал, присвячений проблемам кіно, що видається у Канаді та виходить тричі на рік. До складу редколегії входив Робін Вуд. Журнал було засновано 1985 року на факультеті кіно у Йоркському університеті Торонто.

## Загальний огляд
CineAction почав видаватися навесні 1985 року (як CineAction!, зі знаком оклику наприкінці), на початку 2007 року з'явився його 70-й випуск. У зверненні редколегії, опублікованому у першому випуску, було зазначено, що метою цього журналу було „забезпечити у просторі критики кіно альтернативу тому, що було загальноприйнятим. Ми хочемо віднайти курс між практикою журналістських оглядів (як висловлювання особистих поглядів у розважальному форматі), з одного боку, та академічною «критикою» певного ґатунку (відірваної від сучасних соціальних реалій та дуже часто недоступної непосвяченим), з іншого.“

Серед авторів першого випуску були Робін Вуд, Річард Ліппі, Брайян Брюс 2 (режисер Брюс ля Брюс), Флоренс Якубович, Морин Джадж та Лорі Спринг.